# Lemmings (Computerspiel)
Lemmings ist ein Computerspiel, das von DMA Design entwickelt und von Psygnosis vertrieben wurde. Es erschien 1991 erstmals für den Amiga und wurde später auf zahlreiche weitere Plattformen portiert. Lemmings ist der erste Teil der Lemmings-Computerspieleserie, die für zahlreiche Nachfolger, Remakes und Ableger sorgte. Mit Oh No! More Lemmings erschien noch im selben Jahr eine Computerspiel-Erweiterung. In der Portierung Lemmings for Windows für Microsoft Windows wurde das Originalspiel mit den Levels der Erweiterung zusammengefasst. Ein Ableger mit Weihnachtsthema namens Xmas Lemmings erschien im Dezember 1993. Der direkte Nachfolger ist Lemmings 2: The Tribes.

## Entwicklung
Die Spielidee entstand bei einer Grafikdemo in der möglichst kleine Figuren zum Abschießen auf dem Bildschirm entworfen werden sollten. Die Farbpalette geht auf die Limitierungen des EGA-Standards zurück. Der Leveleditor wurde der Oberfläche von Deluxe Paint nachempfunden. Die Namen der Level enthalten teils Anspielungen an die Popkultur. Die Split Screen Zweispielermodus am Amiga wurde von den mehrspielerfähigen Titeln Populous und Stunt Car Racer inspiriert.
Die erste Demoversion des Spiels wurde von Russell Key entwickelt. Später übernahm David Jones die Programmierung. Gary Timmons und Scott Johnson entwickelten die Grafiken. Für das Leveldesign war David Railly verantwortlich. Die britische Vertriebsfirma Psygnosis testete diese und gab den Entwicklern Rückmeldung. Brian Johnson, der jüngere Bruder von Scott Johnsons, steuerte Soundeffekte und Musik bei. Die Mutter der beiden lieh den Spielfiguren ihre Stimme.
Der Name des Spiels geht auf die falsche Darstellung des Verhaltens von Lemmingen im Disney-Film Weiße Wildnis zurück, der einen Suizidmythos bei Massenwanderungen popularisierte, um Populationsschwankungen zu erklären. Die Theorie gilt als widerlegt.

## Spielprinzip
Ziel des Spiels ist es, eine Gruppe von anthropomorphen Lemmingen durch eine Reihe von Hindernissen zu einem durch das Level festgelegten Ausgang zu führen. Um die für den Sieg erforderliche Anzahl von Lemmingen zu retten, muss man bestimmen, wie man eine begrenzte Anzahl von acht verschiedenen Fähigkeiten bestimmten Lemmingen zuweist, die es dem ausgewählten Lemming ermöglichen, die Landschaft zu verändern, das Verhalten anderer Lemminge zu beeinflussen oder Hindernisse zu beseitigen, um einen sicheren Durchgang für den Rest der Lemminge zu schaffen.

## Rezeption
| Bewertungen Publikation Wertung 3DO Amiga Archimedes Atari Lynx Atari ST CD³² CD-i Commodore 64 DOS Game Boy NES PC Engine Game Gear Mega Drive SNES Windows ASM 12/12 [ 4 ] 11/12 [ 5 ] 12/12 [ 6 ] 10/12 [ 7 ] Amiga Joker 90 % [ 8 ] 88 % [ 9 ] MAN!AC 86 % [ 10 ] PC Games 77 % [ 11 ] PC Player 92 % [ 12 ] Play Time 93 % [ 13 ] 75 % [ 14 ] 96 % [ 15 ] Power Play 92 % [ 16 ] 68 % [ 17 ] 68 % [ 18 ] 85 % [ 19 ] Video Games 81 % [ 20 ] 91 % [ 21 ] 80 % [ 22 ] 87 % [ 23 ] 85 % [ 24 ] 91 % [ 25 ] Metawertungen GameRankings 60 % [ 26 ] 71 % [ 27 ] 82 % [ 28 ] |         |         |            |            |          |         |         |              |         |          |         |           |           |            |         |         |
| Bewertungen |         |         |            |            |          |         |         |              |         |          |         |           |           |            |         |         |
| Publikation | Wertung | Wertung | Wertung    | Wertung    | Wertung  | Wertung | Wertung | Wertung      | Wertung | Wertung  | Wertung | Wertung   | Wertung   | Wertung    | Wertung | Wertung |
| Publikation | 3DO     | Amiga   | Archimedes | Atari Lynx | Atari ST | CD³²    | CD-i    | Commodore 64 | DOS     | Game Boy | NES     | PC Engine | Game Gear | Mega Drive | SNES    | Windows |
| ASM |         | 12/12   | 11/12      |            | 12/12    |         |         |              | 10/12   |          |         |           |           |            |         |         |
| Amiga Joker |         | 90 %    |            |            |          | 88 %    |         |              |         |          |         |           |           |            |         |         |
| MAN!AC |         |         |            |            |          |         | 86 %    |              |         |          |         |           |           |            |         |         |
| PC Games |         |         |            |            |          |         |         |              |         |          |         |           |           |            |         | 77 %    |
| PC Player |         |         |            |            |          |         |         |              | 92 %    |          |         |           |           |            |         |         |
| Play Time |         |         |            |            |          |         |         | 93 %         |         |          | 75 %    |           | 96 %      |            |         |         |
| Power Play |         |         |            |            |          |         |         |              | 92 %    | 68 %     |         |           | 68 %      | 85 %       |         |         |
| Video Games | 81 %    |         |            | 91 %       |          |         |         |              |         | 80 %     |         | 87 %      |           | 85 %       | 91 %    |         |
| Metawertungen |         |         |            |            |          |         |         |              |         |          |         |           |           |            |         |         |
| GameRankings |         |         |            |            |          |         |         |              |         | 60 %     |         |           |           | 71 %       | 82 %    |         |

| Bewertungen   | Bewertungen | Bewertungen | Bewertungen | Bewertungen | Bewertungen | Bewertungen | Bewertungen | Bewertungen  | Bewertungen | Bewertungen | Bewertungen | Bewertungen | Bewertungen | Bewertungen | Bewertungen | Bewertungen |
| Publikation   | Wertung     | Wertung     | Wertung     | Wertung     | Wertung     | Wertung     | Wertung     | Wertung      | Wertung     | Wertung     | Wertung     | Wertung     | Wertung     | Wertung     | Wertung     | Wertung     |
| Publikation   | 3DO         | Amiga       | Archimedes  | Atari Lynx  | Atari ST    | CD³²        | CD-i        | Commodore 64 | DOS         | Game Boy    | NES         | PC Engine   | Game Gear   | Mega Drive  | SNES        | Windows     |
| ------------- | ----------- | ----------- | ----------- | ----------- | ----------- | ----------- | ----------- | ------------ | ----------- | ----------- | ----------- | ----------- | ----------- | ----------- | ----------- | ----------- |
| ASM           |             | 12/12       | 11/12       |             | 12/12       |             |             |              | 10/12       |             |             |             |             |             |             |             |
| Amiga Joker   |             | 90 %        |             |             |             | 88 %        |             |              |             |             |             |             |             |             |             |             |
| MAN!AC        |             |             |             |             |             |             | 86 %        |              |             |             |             |             |             |             |             |             |
| PC Games      |             |             |             |             |             |             |             |              |             |             |             |             |             |             |             | 77 %        |
| PC Player     |             |             |             |             |             |             |             |              | 92 %        |             |             |             |             |             |             |             |
| Play Time     |             |             |             |             |             |             |             | 93 %         |             |             | 75 %        |             | 96 %        |             |             |             |
| Power Play    |             |             |             |             |             |             |             |              | 92 %        | 68 %        |             |             | 68 %        | 85 %        |             |             |
| Video Games   | 81 %        |             |             | 91 %        |             |             |             |              |             | 80 %        |             | 87 %        |             | 85 %        | 91 %        |             |
| Metawertungen |             |             |             |             |             |             |             |              |             |             |             |             |             |             |             |             |
| GameRankings  |             |             |             |             |             |             |             |              |             | 60 %        |             |             |             | 71 %        | 82 %        |             |

Die Zeitschrift Aktueller Software Markt kürte es zum Spiel des Monats und vergab die Auszeichnung Mega-Hit. Das Spiel avancierte zum Kultspiel. Bei der Fassung für den Commodore 64 wurden kaum Abstriche gemacht. Die Zeitschrift Power Play vergab für die Umsetzung auf dem Sega Mega Drive die Auszeichnung besonders empfehlenswert. Die Version für den CDTV sei hingegen enttäuschend. Es gäbe keine neuen Levels, auch von CD-Musik werde nicht Gebrauch gemacht, der Zweispielermodus wurde entfernt und die Controller seien ungeeignet. Die Maussteuerung sei die optimale Variante des Spiels. Die Controller-Belegung des Super Nintendo Entertainment System sei jedoch eine akzeptable Alternative. Die Variante auf dem Sega Mega Drive sei unnötig kompliziert. Die Grafik sei bunt und pixelgenau. Die Sprites seien klein, aber gut animiert. Vom Konzept her sei das Spielprinzip originell und genial, wobei es auch Gelegenheitsspieler fessele. Die Umsetzung für Windows sei durch die Desktop-Bedienelemente noch intuitiver zu bedienen.
Retrospektiv handele es sich um einen Meilenstein in der Geschichte der Computerspiele und einen zeitlosen Klassiker.
Die Royal Mail brachte 2020 einen Satz von zwölf Briefmarken mit Motiven aus britischen Computerspielen heraus, bei dem eine Marke das Spiel Lemmings abbildet.

## Open Source
Lemmini ist eine Reimplementierung der Spiel-Engine in Java, die auf die Originalspieldateien der Windows-Version zurückgreift. Mit Pingus existiert ein freier Klon, der die Spielfiguren gegen Pinguine ersetzt und für Linux entwickelt wurde, dessen Maskottchen Tux ebenfalls ein Pinguin darstellt. Lix ist eine Open Source Variation des Originalspiels. Vince Weaver veröffentlichte ein Demake mit den ersten 10 Level für den Apple II, einen 8-Bit-Computer aus dem Jahre 1977.